# Bahnhof Berlin Messe Nord/ZOB
Der Bahnhof Berlin Messe Nord/ZOB ist ein S-Bahnhof im Berliner Ortsteil Charlottenburg an der Neuen Kantstraße und der Grenze zum Ortsteil Westend. Er befindet sich an der Ringbahn und hatte bis 1944 auch eine direkte Verbindung zur Stadtbahn. Im Betriebsstellenverzeichnis von DB Netz trägt er die Bezeichnung Berlin Messe Nord/ZOB, abgekürzt BMN.
Bis zum Juni 2002 trug er den Namen Witzleben, dann wurde er in Messe Nord/ICC nach dem in unmittelbarer Nähe gelegenen ICC umbenannt. Bis zum Dezember 2024 wurde der Klammerzusatz Witzleben benutzt. Am 15. Dezember 2024 wurde der Name der Station offiziell geändert und lautet seitdem Messe Nord/ZOB.  Betrieblich ist die Station ein Haltepunkt ohne Weichen.
Der Bahnhof steht auf der Denkmalliste des Landes Berlin. Der Denkmalschutz bezieht sich auf den zwischen 1913 und 1916 in seiner jetzigen Form errichteten S-Bahnsteig, das nördliche und das südliche Empfangsgebäude. Die beiden Aufgänge führen nach Süden auf die Ostpreußenbrücke und nach Norden zum Dresselsteg.
Der Bahnhof dient als Zubringerbahnhof zum Berliner Messegelände und für den rund 300 Meter entfernten Zentralen Omnibusbahnhof Berlin (ZOB).

## Geschichte

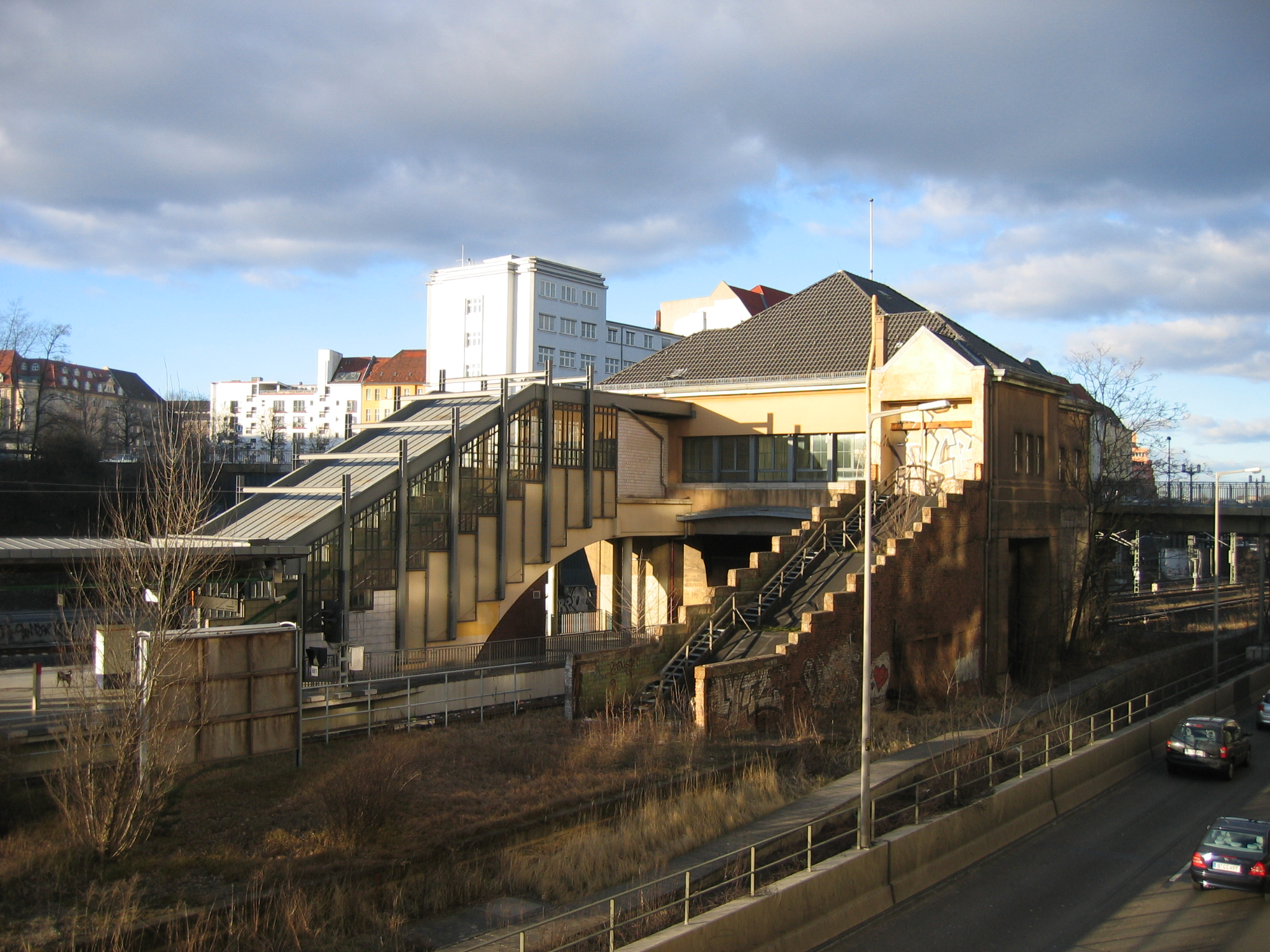
Nördliches Bahnhofsgebäude mit Überresten des Stadtbahnsteigs

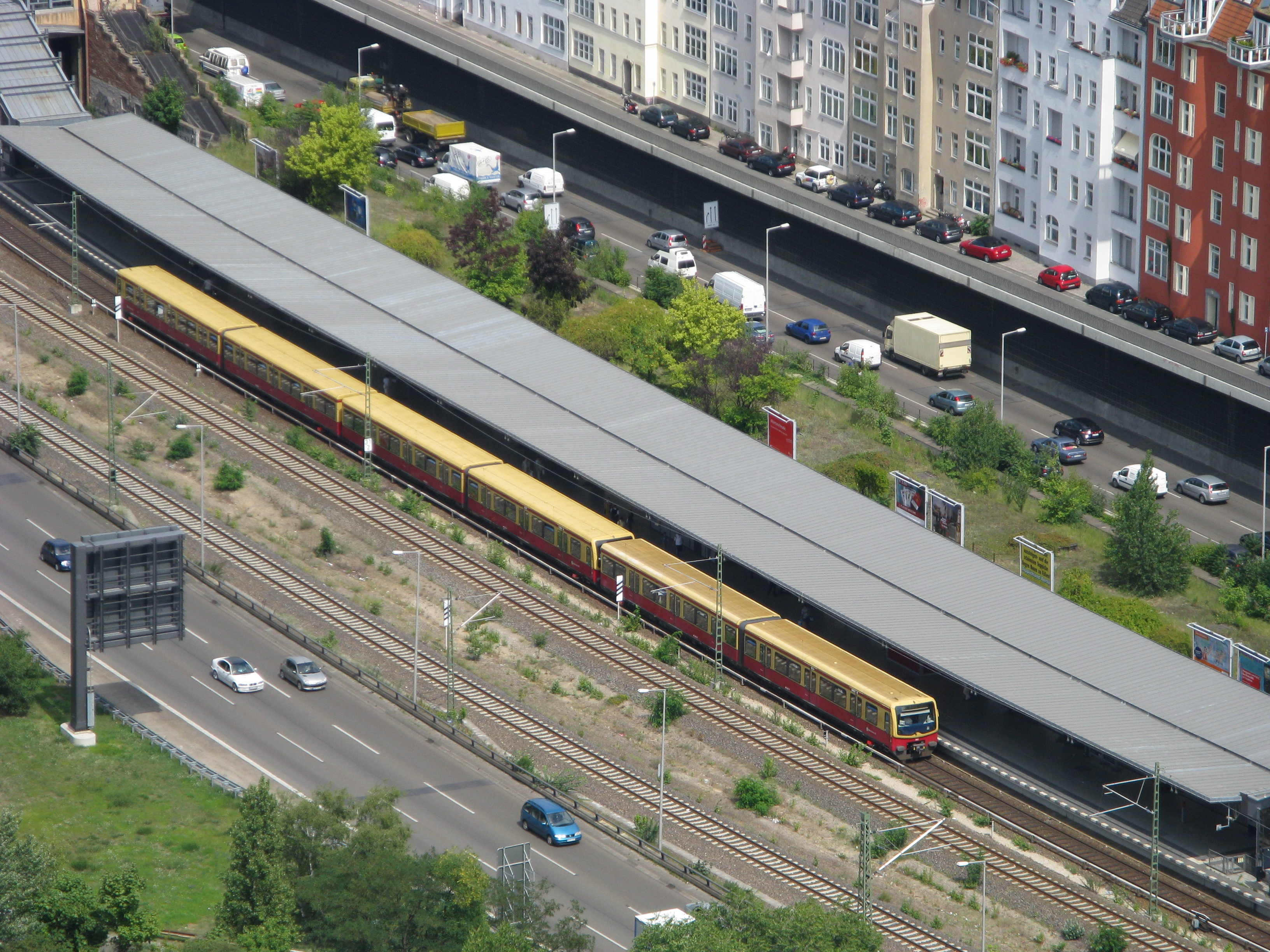
Bahnhof Messe Nord/ZOB vom Funkturm gesehen

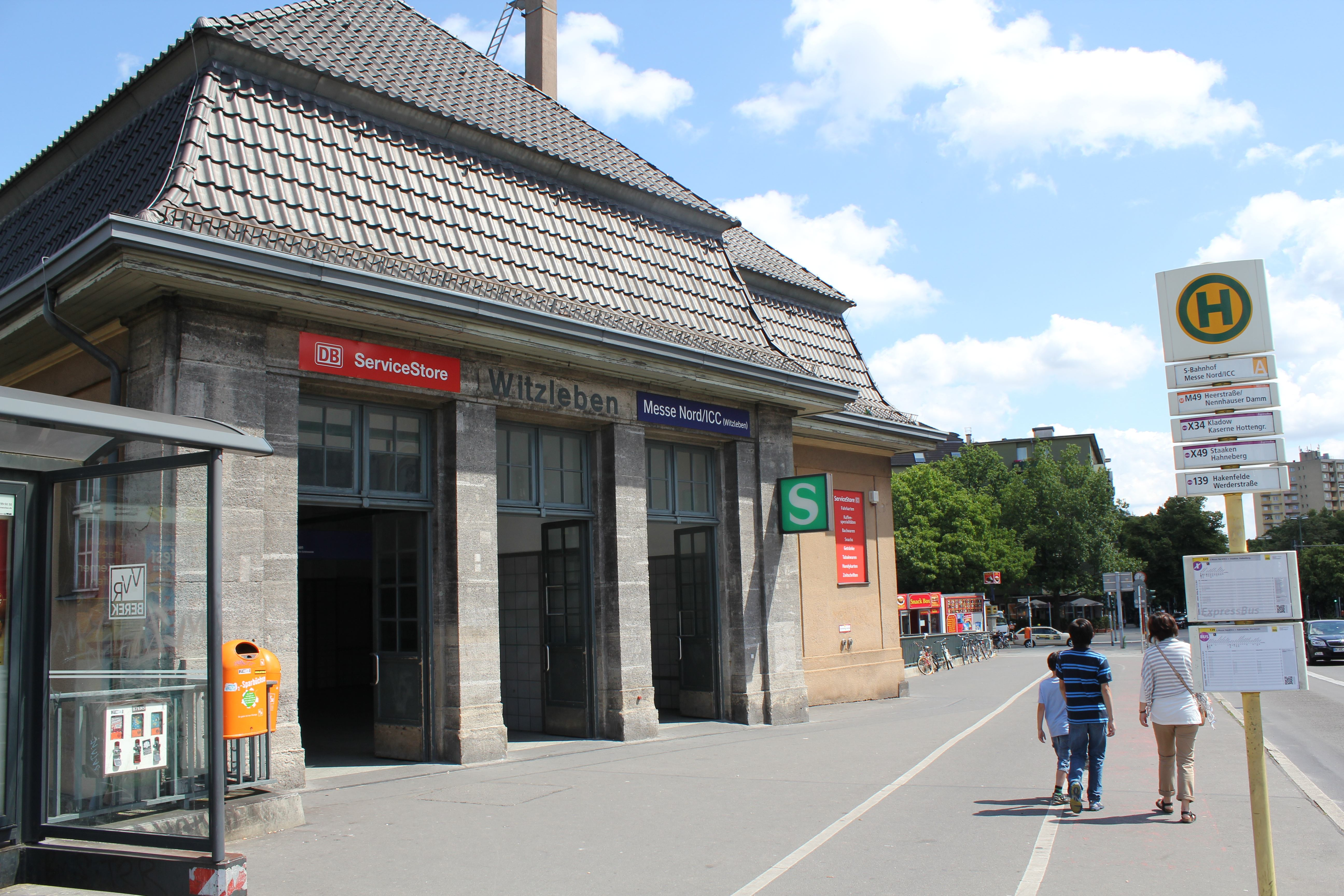
Bahnhof Messe Nord/ZOB an der Neuen Kantstraße

Bereits im Jahr 1908 war die Charlottenburger U-Bahn-Linie zum Reichskanzlerplatz verlängert worden und schnitt die Ringbahn an der Kaiserdammbrücke. Um ein Umsteigen zwischen U-Bahn und Ringbahn zu ermöglichen, plante man den Bau eines nahe dem Schnittpunkt gelegenen Bahnhofs an der Ringbahn. Der Bahnhof wurde nach Plänen von August Bredtschneider innerhalb von drei Jahren errichtet und am 1. April 1916 dem Verkehr übergeben. Die Anlage bestand aus zwei symmetrisch angeordneten Mittelbahnsteigen, an deren nördlichem beziehungsweise südlichem Ende sich zwei fast identische Empfangsgebäude befinden. Der östliche Bahnsteig diente den Zügen von und zur Stadtbahn, die Ringbahnzüge fuhren den westlichen an. Erst im nachfolgenden Bahnhof Westend gab es eine Gleisverbindung zwischen den beiden Strecken. Betrieblich war Witzleben ein Haltepunkt an zwei parallel geführten Strecken.
Im Jahr 1944 wurde der Betrieb auf der Verbindungskurve zum Bahnhof Charlottenburg und somit zur Stadtbahn auf Grund von Bombenschäden eingestellt und auch nach dem Zweiten Weltkrieg nicht wieder aufgenommen. Infolgedessen wurde der Stadtbahnsteig nicht mehr bedient und verfiel. Der Ringbahnsteig wurde dagegen weiterhin bedient. Durch die zunehmende Trennung der beiden Stadthälften und schließlich auch der S-Bahn-Netze nahm die Fahrgastzahl rapide ab. Mit dem Reichsbahnerstreik von 1980 kam die vorläufige Schließung.
Erst mit der Wiederöffnung der Ringbahn am 17. Dezember 1993 wurde der Bahnhof wieder reaktiviert. Bereits vor den Planungen zur Wiederinbetriebnahme wurde das Dach des Ringbahnsteigs repariert. Ebenfalls wurde dieser fahrgastfreundlich umgestaltet und ein wenig verbreitert. Dadurch reicht seitdem das Fahrzeugprofil der S-Bahn-Züge bis an den alten Stadtbahnsteig heran. Um zu verhindern, dass ortsunkundige Fahrgäste auf der falschen Seite aussteigen, wurden auf dem nicht mehr benutzten Bahnsteig Warnschilder und Zäune angebracht. Anfang August 2015 wurden die Reste der beiden Treppenaufgänge am Stadtbahnsteig abgerissen.
Seit August 2014 erfolgt die Zugabfertigung durch den Triebfahrzeugführer mittels Führerraum-Monitor (ZAT-FM).

## Anbindung
Der S-Bahnhof wird von den Linien S41, S42 und S46 im Zuge der Berliner Ringbahn bedient. Es besteht eine direkte Umsteigemöglichkeit zum Busverkehr der BVG-Linien M49, X34, X49, 139 und 218. Zudem befindet sich der U-Bahnhof Kaiserdamm an der Linie U2 in geringer Entfernung zum Bahnhof.
| Linie | Verlauf | Takt in der HVZ |
| ----- | --- | --------------- |
| ↻ ↺   | Gesundbrunnen – Schönhauser Allee – Prenzlauer Allee – Greifswalder Straße – Landsberger Allee – Storkower Straße – Frankfurter Allee – Ostkreuz – Treptower Park – Sonnenallee – Neukölln – Hermannstraße – Tempelhof – Südkreuz – Schöneberg – Innsbrucker Platz – Bundesplatz – Heidelberger Platz – Hohenzollerndamm – Halensee – Westkreuz – Messe Nord/ZOB – Westend – Jungfernheide – Beusselstraße – Westhafen – Wedding – Gesundbrunnen \|\| 05 min |                 |
|       | Westend – Messe Nord/ZOB – Westkreuz – Halensee – Hohenzollerndamm – Heidelberger Platz – Bundesplatz – Innsbrucker Platz – Schöneberg – Südkreuz – Tempelhof – Hermannstraße – Neukölln – Köllnische Heide – Baumschulenweg – Schöneweide – Johannisthal – Adlershof – Grünau – Eichwalde – Zeuthen – Wildau – Königs Wusterhausen \|\| 20 min |                 |

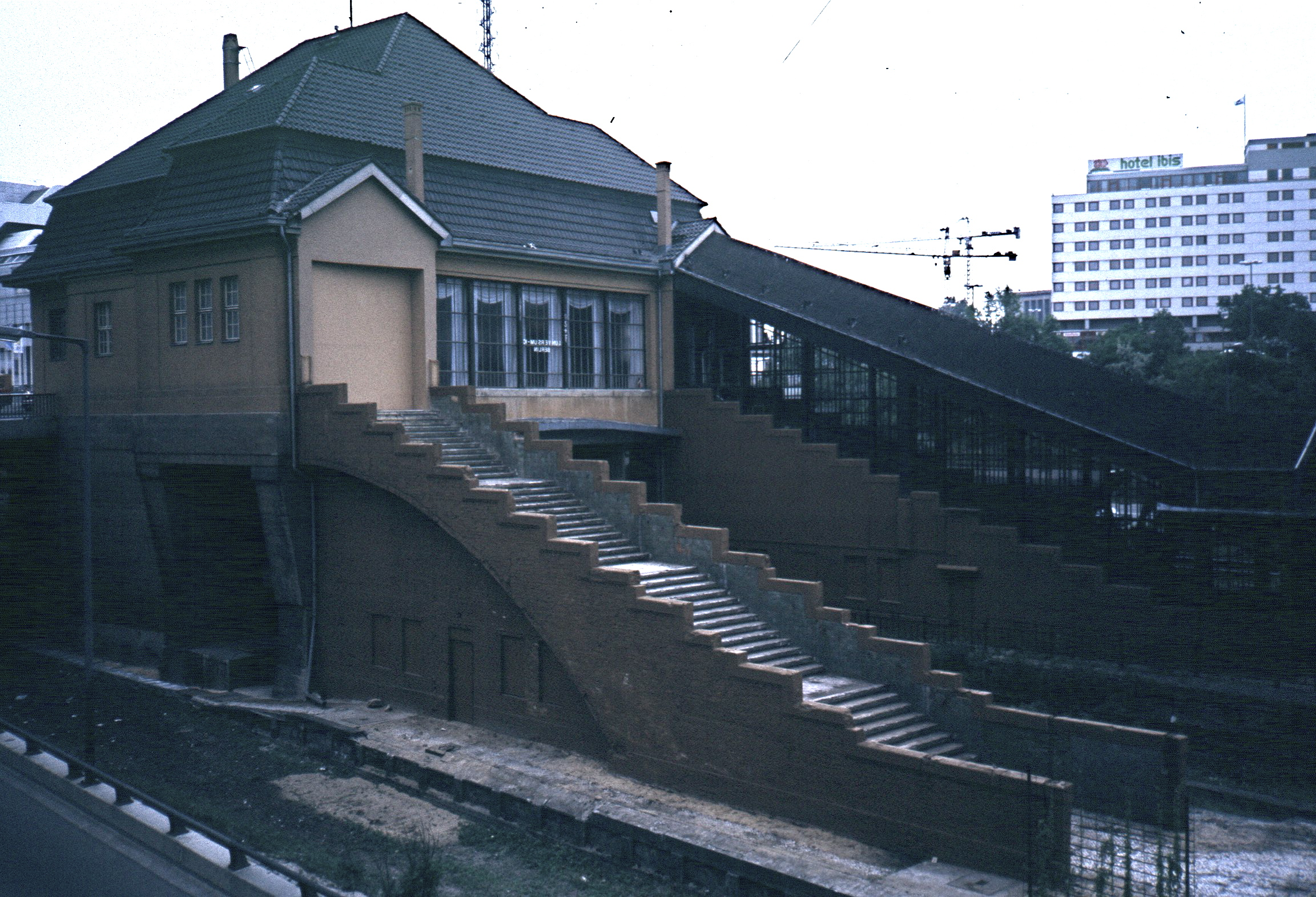
Südgebäude mit zugemauertem Stadtbahnaufgang 1987
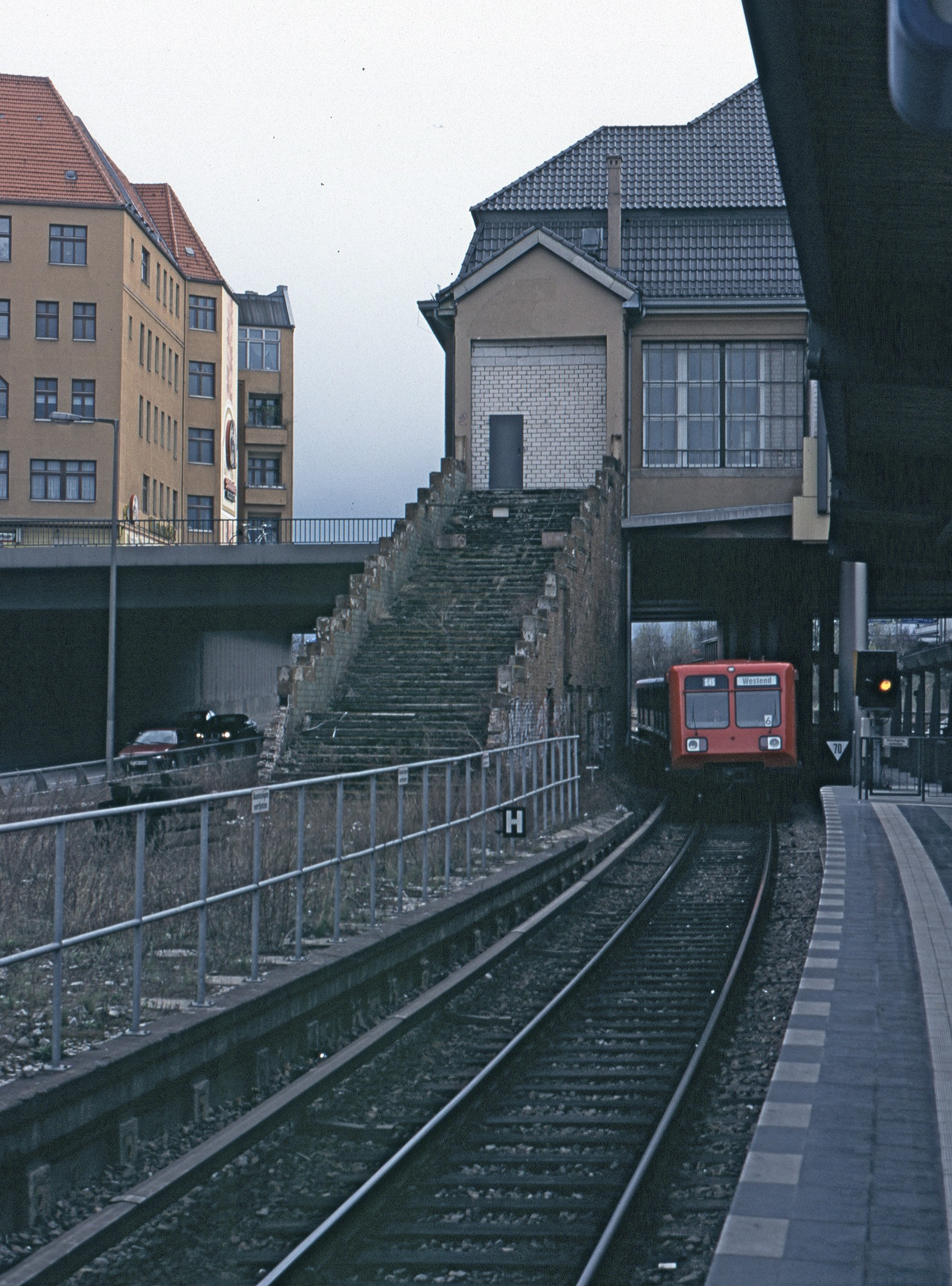
Südaufgang der Stadtbahn – das Ringbahngleis ist zum Stadtbahnsteig hin verschwenkt
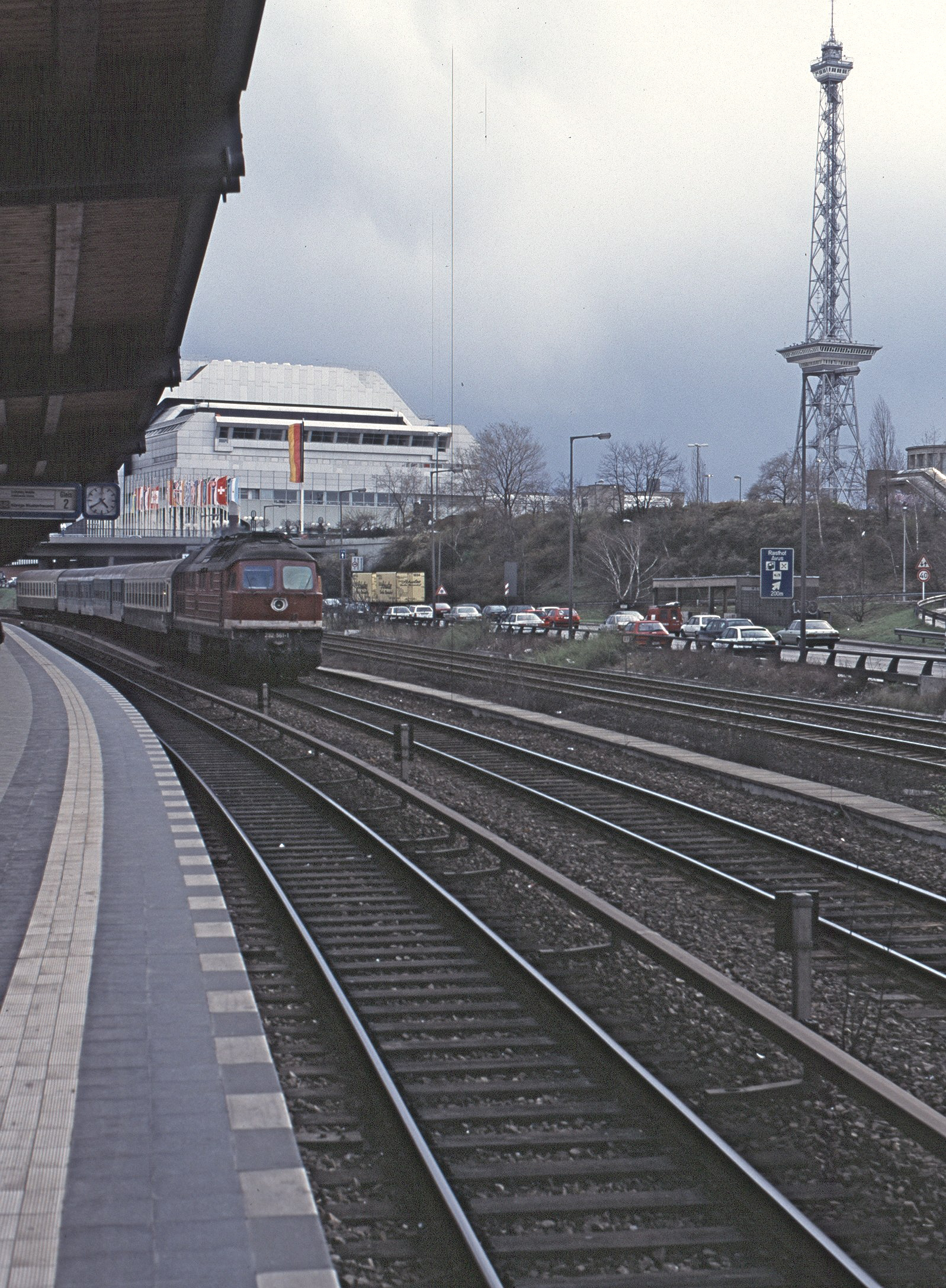
Vorbeifahrender Leerzug mit BR 232
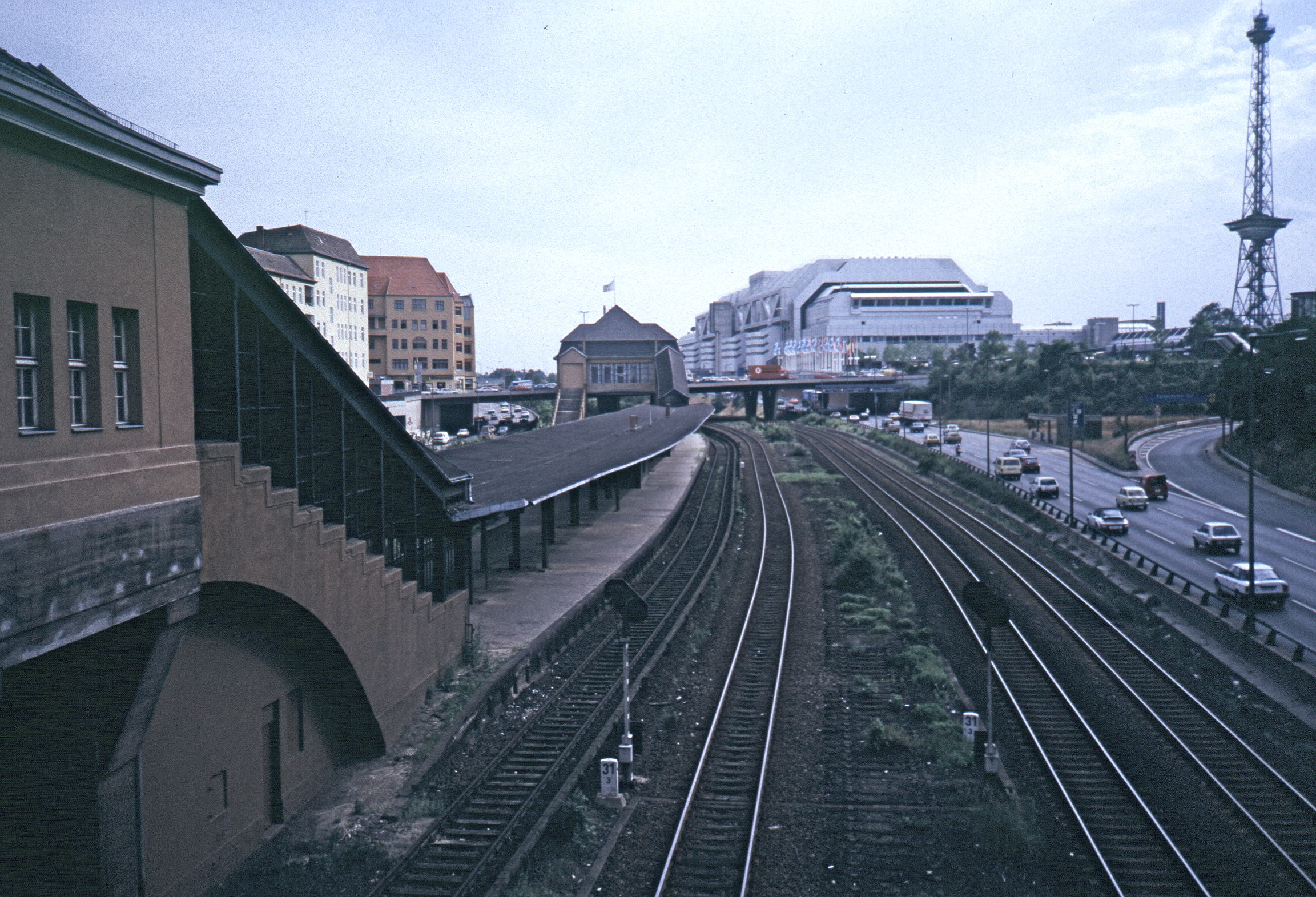
Stillgelegter Bahnhof 1987, Blick nach Süden
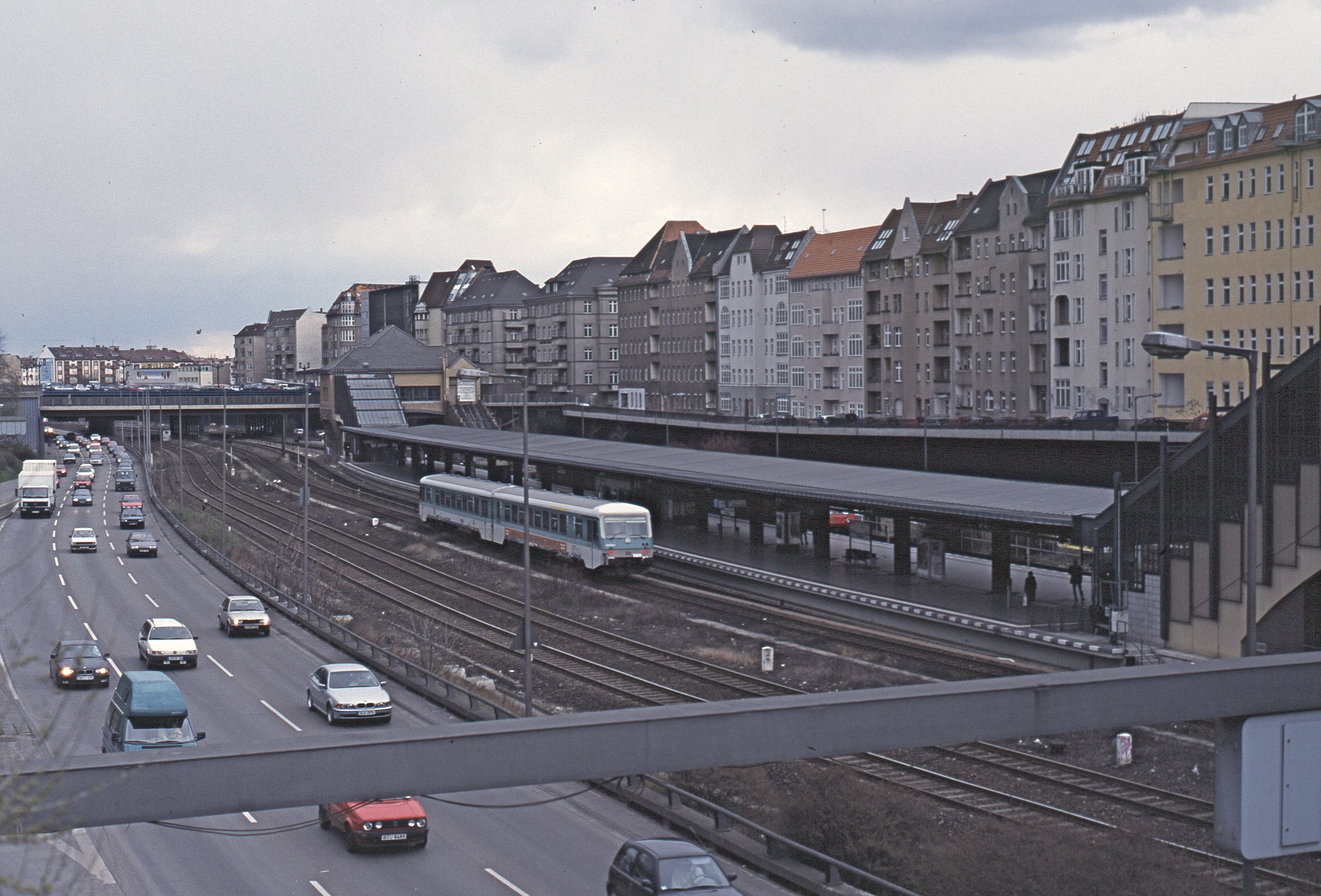
Blick nach Norden mit vorbeifahrendem Doppeltriebwagen BR 628
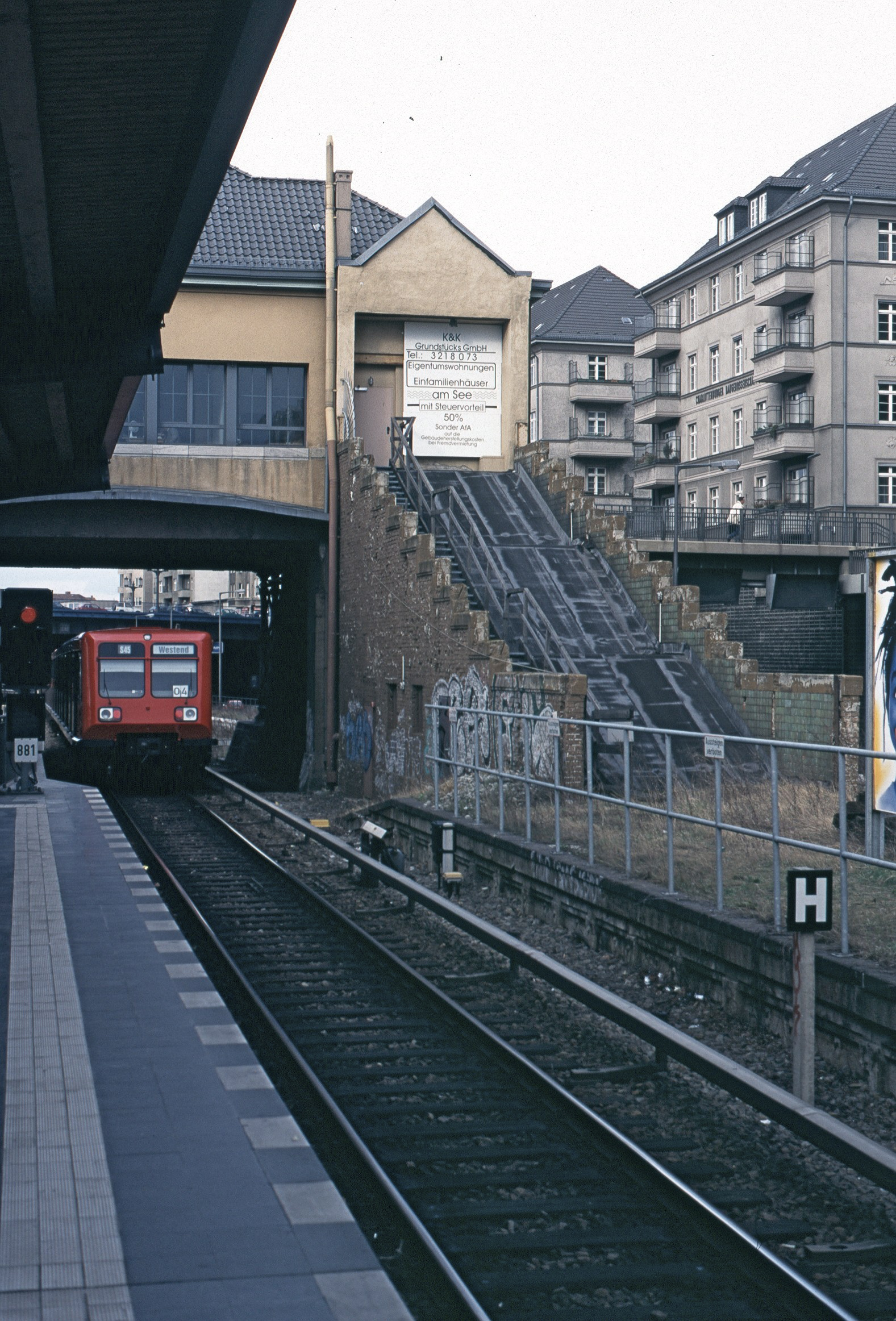
Nordaufgang des Stadtbahnsteigs an der Dresselstraße und BR 485